# Eric Turner
Eric Turner (Boston, 1º novembre 1977) è un cantautore statunitense.
È il cantante leader della band Street Fighting Man. Era insegnante di matematica alla "International English School Järfälla" in Svezia. Dopo aver frequentato la Boston College High School, ha proseguito gli studi presso la McGill University, dove ha studiato biochimica.
Ha co-scritto e co-cantato "Written in the Stars" con il rapper Tinie Tempah, pubblicata nel settembre 2010, che ha raggiunto la posizione numero 1 nella classifica dei singoli sia nel Regno Unito che in Irlanda e la posizione numero 12 sulla Billboard Hot 100. Turner ha anche fatto altre apparizioni, nelle canzoni "Stereo Sun" e "My Last Try" dal terzo album di Tinchy Stryder "Third Strike".
Nel 2012 produce assieme al dj svedese Avicii "Dancing In My Head".